# Uredinopsis pteridis
Uredinopsis pteridis är en svampart som beskrevs av Dietel & Holw. 1895. Uredinopsis pteridis ingår i släktet Uredinopsis och familjen Pucciniastraceae.   Inga underarter finns listade i Catalogue of Life.